# Clober Farm
Die Clober Farm ist ein ehemaliges landwirtschaftliches Gebäude in der schottischen Stadt Milngavie in East Dunbartonshire. Es liegt an der kurzen Stichstraße Clober Farm Lane, einer Nebenstraße der Craigton Road im Norden der Stadt. 1976 wurde die Clober Farm in die schottischen Denkmallisten in der Kategorie C aufgenommen.

## Geschichte
Die Clober Farm wurde als landwirtschaftlicher Hof zu Beginn des 18. Jahrhunderts errichtet. Nach dem Ableben ihres Ehemannes Archibald Douglas, 1. Duke of Douglas bewohnte seine Witwe Margaret Douglas, Duchess of Douglas das Gebäude. Im Jahre 1800 wurde das Gebäude erweitert und 1946 grundlegend renoviert und modernisiert. Die Eigentümerin Vivienne Donaldson überschrieb die Clober Farm im Jahre 2007 einer gemeinnützigen Organisation zur Heilung von Spinalkrankheiten (SIS). Der ehemalige Bauernhof wurde nach Abschluss einer Spendenkampagne für geschätzte 240.000 £ umgebaut und in Gegenwart von Prinzessin Anne 2012 eröffnet.

## Beschreibung
Die Clober Farm befindet sich am Nordrand von Milngavie. Das zweistöckige Gebäude ist wie in Südwestschottland traditionell mit Harl verputzt. Es schließt mit einem schiefergedeckten Dach ab. Auffällig ist das hervortretende Treppenhaus.